# Recloses
Recloses ist eine französische Gemeinde im Département Seine-et-Marne in der Region Île-de-France. Sie gehört zum Kanton Fontainebleau (bis 2015 Kanton La Chapelle-la-Reine) im gleichnamigen Arrondissement. Die Bewohner nennen sich Reclosoits oder Reclosoites.

## Geographie
Die Gemeinde liegt im Regionalen Naturpark Gâtinais français.
Sie grenzt im Norden an Fontainebleau, im Osten an Bourron-Marlotte, im Südosten an Grez-sur-Loing, im Süden an Villiers-sous-Grez, im Südwesten an La Chapelle-la-Reine und im Westen an Ury.
|                      | Fontainebleau                               |                  |
| Ury                  | Kompassrose, die auf Nachbargemeinden zeigt | Bourron-Marlotte |
| La Chapelle-la-Reine | Villiers-sous-Grez                          | Grez-sur-Loing   |

Zu Recloses gehören neben der Hauptsiedlung auch die Weiler Cumiers und La Vignette.

## Bevölkerungsentwicklung
| Jahr      | 1962 | 1968 | 1975 | 1982 | 1990 | 1999 | 2008 | 2013 |
| --------- | ---- | ---- | ---- | ---- | ---- | ---- | ---- | ---- |
| Einwohner | 504  | 474  | 410  | 507  | 519  | 600  | 692  | 705  |

## Sehenswürdigkeiten
- Kirche Saint-Martin, Monument historique

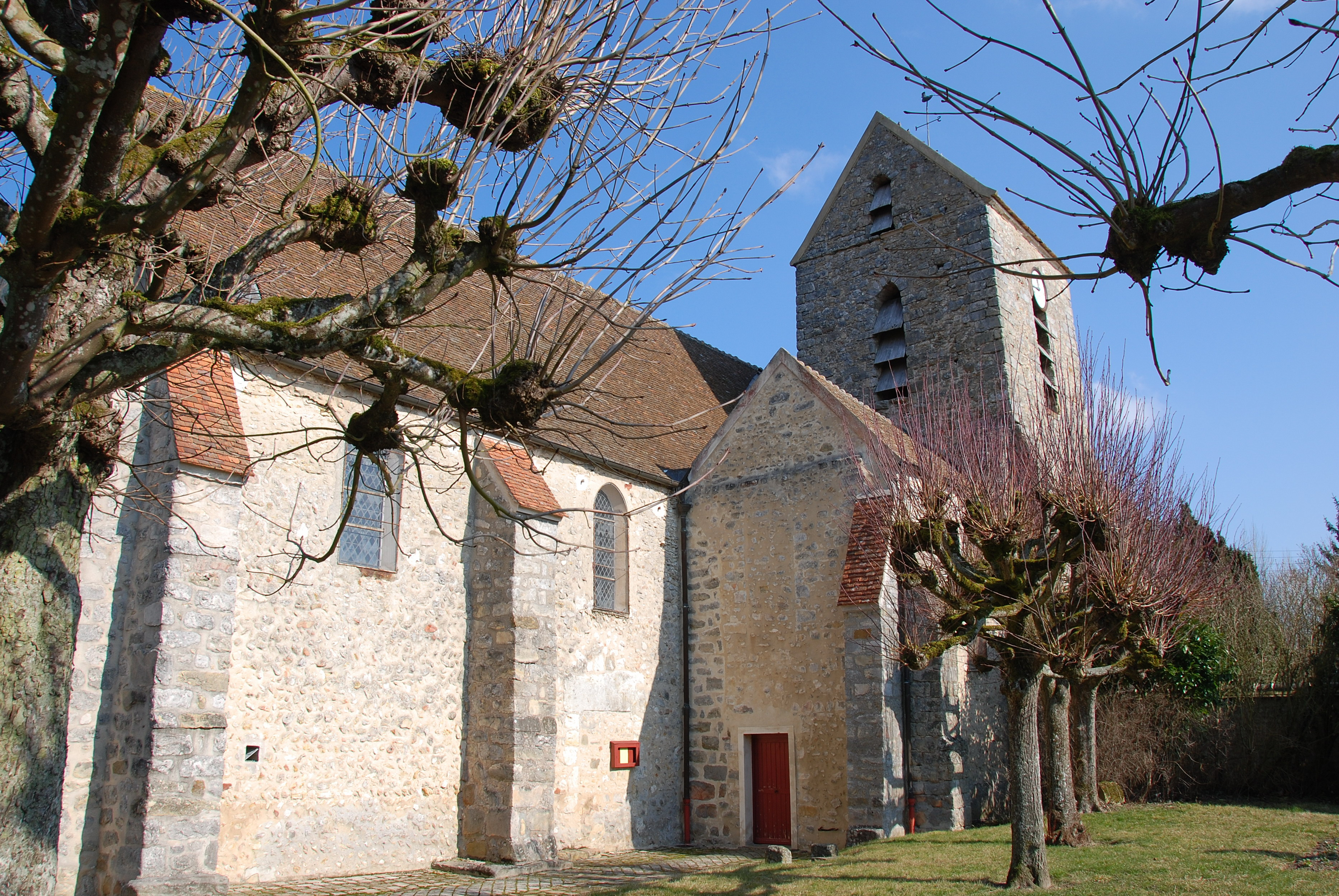
Kirche Saint-Martin
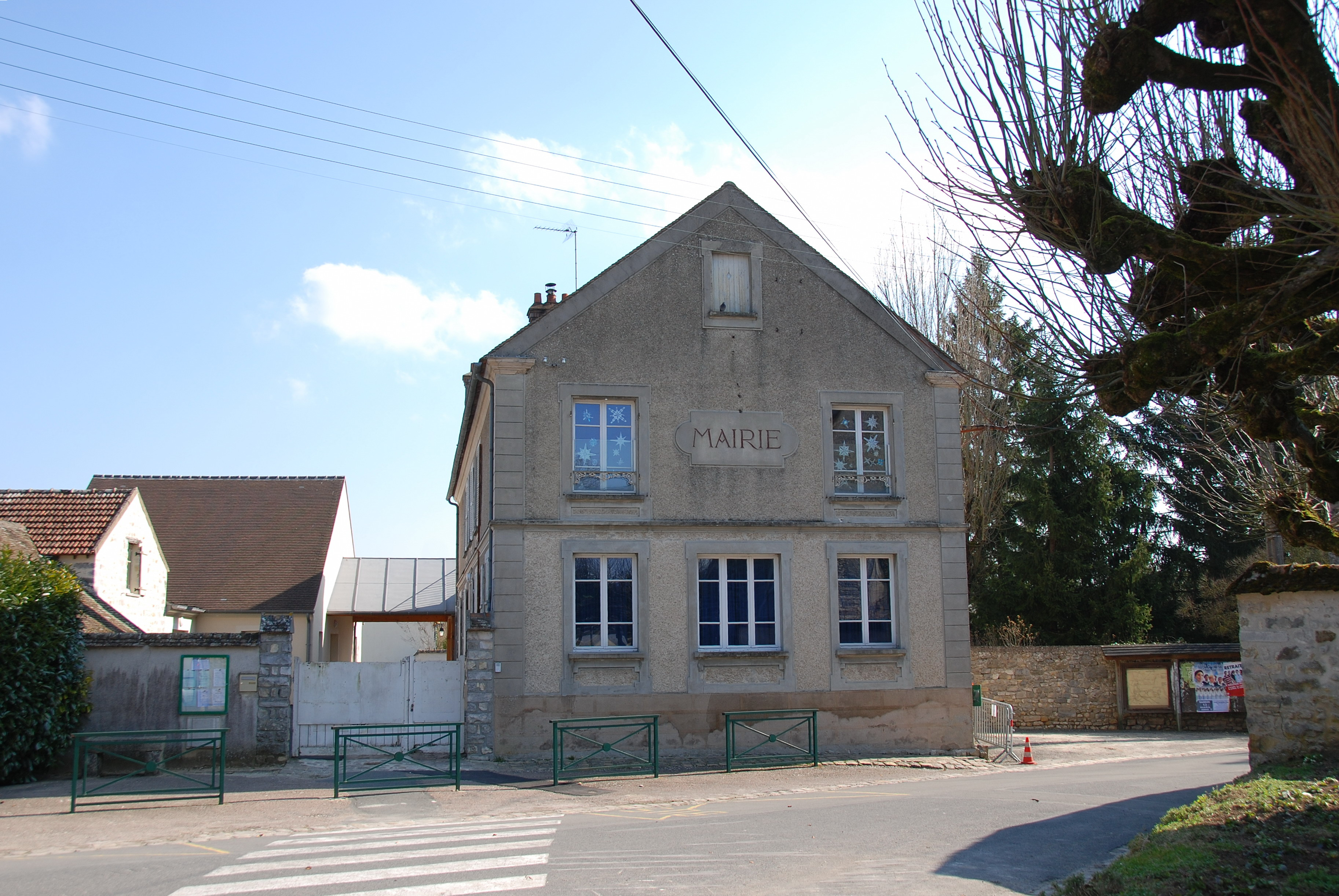
Mairie (Rathaus)